# FC Stade Lausanne-Ouchy
Der FC Stade Lausanne-Ouchy ist ein Fussballclub aus der Schweiz und entstand am 1. Juli 2000 aus der Fusion von FC Stade Lausanne und FC Ouchy. Er ist im Lausanner Quartier Ouchy beheimatet. Der Club spielt im Centre sportif de Vidy, das Platz für 4'200 Zuschauer bietet. Die Mannschaftsfarben bei Heimspielen sind Rot-Rot-Rot, bei Auswärtsspielen Schwarz-Schwarz-Schwarz.
Lausanne-Ouchy spielte in der Saison 2023/24 in der Super League und trägt aus Lizenzgründen seine Heimspiele derzeit im Stade Olympique de la Pontaise in Lausanne aus.

## Geschichte

### 1895–1916: FC La Villa Ouchy
1895 als FC La Villa Ouchy von Max Auckenthaler gegründet, war er eines der Gründungsmitglieder des Schweizerischen Fussballverbandes. In der ersten Saison 1897/98 spielte der Verein in der Serie A, der damals höchsten Spielklasse, doch folgte noch im gleichen Jahr der Abstieg in die Serie B. 1916 verschwand der FC La Villa Ouchy, wie viele andere alte Vereine, aus dem Fussball.

### 1918–1999: FC Ouchy Olympic
Zwei Jahre später wurde der Nachfolgeverein ins Leben gerufen. Der FC Ouchy Olympic spielte in den Saisons 1922/23 – 1943/44 in der 1. Liga, der dritthöchsten Schweizer Spielklasse (die 1898/99 – 1929/30 noch als Serie C, 1930/31 als 3. Liga und von 1931/32 bis 1943/44 als 2. Liga bezeichnet wurde). Ab 1944/45 begann dann die Talfahrt, 1970/71 fand man sich in der 4. Liga (damals sechsthöchste Liga) wieder. 1971/72 stieg der Club in die 3. Liga und 1980/81 in die 2. Liga auf. Bis zum Konkurs spielte der FC Ouchy genannte Verein in der 2. Liga.

### 1901–2000: FC Stade Lausanne
Der Verein wurde 1901 als FC Signal Lausanne gegründet und spielte in Sauvablin (daher der Name «Signal»), in Pontaise und dann in der Avenue de Cour. 1923 war der FC Signal Champion seiner Gruppe in der Serie Promotion (zwischen Serie A und B). 1926 entstand der FC Stade Lausanne aus der Fusion von FC Signal und Cercle des Sports (1907 als Cercle Haltérophile de Lausanne gegründet, ab 1917 Cercle des Sports athlétiques und 1918 Cercle des Sports).
Er wurde 1929 Meister der Gruppe West 2 der Serie Promotion und gewann den Final gegen den Meister der Gruppe West 1, FC Monthey, mit 6:1 und 5:1. Den Aufstieg in die Serie B verpasste er nur knapp in der Barrage gegen den Letzten der Serie A West, den FC Fribourg: der FC Stade Lausanne verlor nach 2:4 und 3:1 im Entscheidungsspiel mit 2:3. 1938 stieg er in die 3. Liga ab, 1945–46 in die 1. Liga auf. Von 1956 bis 1959 spielte er in der 2. Liga und stieg 1959 wieder in die 1. Liga auf. 1968 fiel er in die 2. Liga zurück. Er kehrte 1975 in die 1. Liga zurück. Der Verein bestritt vier NLB-Aufstiegsfinals (derzeit: Challenge League) und verlor diese.

### Seit 2000: FC Stade Lausanne-Ouchy
Am 1. Juli 2000 wurde ein neuer Versuch gestartet, mit der Gründung des Vereins FC Stade Lausanne-Ouchy. Es gelang der Aufstieg aus der 2. Liga interregional in die 1. Liga. 2015 erreichte man dort Platz 1, unterlag jedoch im finalen Aufstiegsspiel zur Promotion League dem SC Kriens mit 2:2 und 0:1. Auch 2016 wurde der Gruppensieg erreicht, der Verein scheiterte diesmal jedoch bereits in der ersten Play-off-Runde am FC United Zürich. Im dritten Anlauf gelang 2017 der Aufstieg nach Siegen gegen die AC Bellinzona und den Lancy FC doch noch. In der Saison 2018/19 gelang dem Verein der Aufstieg in die zweitklassige Challenge League. Vier Jahre später qualifizierte sich Stade Lausanne-Ouchy durch den dritten Platz für die Barrage gegen den FC Sion, den Tabellenletzten der Super League. Da man sich in beiden Spielen durchsetzte, stieg der Verein 2023 in die Super League auf. Aus dieser stieg man nach einer Saison als Tabellenletzter wieder ab.

## Die 1. Mannschaft
Stand: 3. August 2025
| Nr. |                | Position | Name             |
| --- | -------------- | -------- | ---------------- |
| 1   | Schweiz        | TW       | Dany Da Silva    |
| 3   | Schweiz        | AB       | Bastien Conus    |
| 7   | Frankreich     | ST       | Landry Nomel     |
| 8   | Frankreich     | MF       | Hugo Fargues     |
| 20  | Schweiz        | ST       | Nathan Garcia    |
| 11  | Schweiz        | ST       | Malko Sartoretti |
| 12  | Schweiz        | TW       | Noah Noverraz    |
| 13  | Elfenbeinküste | ST       | Keasse Bah       |
| 19  | Kosovo         | TW       | Léo Besson       |
| 23  | Frankreich     | AB       | Rayan Kadima     |
| 24  | Elfenbeinküste | MF       | Edmond Akichi    |
| 25  | Nigeria        | MF       | Johan Nkama      |

| Nr. |            | Position | Name             |
| --- | ---------- | -------- | ---------------- |
| 28  | Schweiz    | AB       | Issa Kaloga      |
| 29  | Italien    | MF       | Luca Gelato      |
| 30  | Schweiz    | AB       | Patrick Sutter   |
| 34  | Schweiz    | AB       | Nicola Sutter    |
| 43  | Schweiz    | AB       | Lion de Oliveira |
| 44  | Schweiz    | AB       | Hénoc Lukembila  |
| 70  | Schweiz    | ST       | Mattéo Djoumgoué |
| 71  | Schweiz    | AB       | Breston Malula   |
| 77  | Schweiz    | MF       | Vasco Tritten    |
| 88  | Schweiz    | MF       | Néhemie Lusuena  |
| 92  | Frankreich | ST       | Latta N’Dabrou   |
| 97  | Madagaskar | ST       | Warren Caddy     |

## Erfolge
- 1897/98 Gründungsmitglied des SFV, Teilnahme an der höchsten Liga
- 1899/1900 – 1912/13: Teilnahme an der Serie B, der damals zweithöchsten Spielklasse
- 1945/46: Erreichen des Cup-1/8-Finals
- 2021/22: Erreichen des Cup-1/8-Finals
- 2022/23: Aufstieg in die oberste Spielklasse (Super League)